# Divorzio romano
Anche in età repubblicana, quando Roma costruiva la sua immagine di Stato fondato sui capisaldi dei valori della tradizione e della familia, il matrimonium, in realtà, non era indissolubile, ma soggetto all'istituto giuridico del divorzio

## Il divorzio dal matrimoniocum manuesine manu
Nella forma del matrimonio cum manu era impossibile per una donna ripudiare il marito, mentre, al contrario, l'uomo esercitava tale autorità sulla donna, sicché questa poteva essere molto semplicemente ripudiata. 
Fino al III secolo a.C. l'unica condizione era che sussistesse un qualche errore commesso dalla donna e che questa venisse giudicata da un consiglio di famiglia composto dai parenti del marito. Nelle XII Tavole (451-450 a.C.) vi è una traccia di questa procedura là dove si dice che il marito poteva richiedere alla donna le chiavi di casa: claves ademit, exegit  privandola della sua qualità di signora della casa.
Nel 307 a.C. i censori destituiscono un senatore dalla sua carica perché aveva scacciato la moglie senza il preventivo giudizio dei parenti. e dopo un secolo nel 235 a.C. il senatore Spurio Cervilio Ruga viene biasimato dai senatori perché aveva scacciato la moglie solo perché non gli aveva dato figli.
Col passare del tempo questi rimproveri per una condotta così superficiale nell'avanzare il ripudio della propria moglie non compaiono più ed anzi i divorzi vengono messi in pratica per i più futili motivi come l'essere andata in strada senza un velo che ne coprisse il volto, essersi fermata a conversare con una donna di malaffare oppure avere assistito senza autorizzazione ai giochi pubblici.
Bastava quindi un qualsiasi pretesto per poter sciogliere un matrimonio da parte del marito; con l'introduzione del matrimonio sine manu la donna, se ancora sotto la tutela dei parenti, poteva ancora essere ricondotta a loro dall'ex marito ma se questa invece fosse stata orfana e quindi sui iuris, poteva anche lei con una sola parola liberarsi dal coniuge.
Ancora in epoca repubblicana tuttavia l'opinione pubblica mal giudicava la donna che si fosse separata dal marito come si evidenzia dalle iscrizioni funerarie dove si cita come lodevole caratteristica della defunta quella di essere stata in vita univira, sposata ad un solo uomo.

## Casi illustri di divorzi
Ai tempi di Cicerone ormai sia l'uomo che la donna potevano molto liberamente divorziare. Il vecchio Silla si sposava per la quinta volta con Valeria, sorellastra del retore Ortensio. Complesse le vicende matrimoniali di Pompeo: aveva divorziato perché ostacolato nella sua carriera politica, dalla prima moglie Antistia, erede di una grande proprietà paterna, poi rimasto vedovo della seconda moglie Emilia, aveva sposato Giulia, e alla morte di questa per la quarta volta si sposava con Mucia, da cui però divorziò accusandola di condotta riprovevole durante la sua partecipazione alla guerra d'oltremare. Famoso il caso di Cesare che, vedovo di Cornelia, aveva poi ripudiato Pompea semplicemente perché su lei circolavano pettegolezzi. Catone Uticense, il fustigatore dei costumi, si era in un primo tempo divorziato da Marcia ma quando questa al già suo ricco patrimonio aveva aggiunto l'eredità del defunto marito Ortensio, tranquillamente la riprese come moglie. Così Cicerone, ormai cinquantasettenne, trovatosi in difficoltà finanziarie non esitò a liberarsi della moglie Terenzia, dopo trent'anni di matrimonio, per sposare la giovane e ricca Publilia.

## Lalex de ordinibus maritandis
Una grande diffusione di divorzi si ebbe in Roma con l'emanazione da parte di Augusto della lex de ordinibus maritandis diretta soprattutto a frenare la diminuzione delle nascite nella classe aristocratica, senza preoccuparsi dei divorzi che anzi potevano essere visti come occasione di unioni più assortite e prolifiche, e a proibire la rottura del fidanzamento, strumento usato dai più per sfuggire alle nozze. Se Augusto non dette un freno ai divorzi si preoccupò però di dare delle regole. Bastava ancora la volontà di uno dei due coniugi per divorziare ma l'imperatore stabilì che questo dovesse avvenire alla presenza di sette testimoni e che un liberto la notificasse per iscritto alla parte interessata.
Successivamente lo stesso Augusto volle che la donna ripudiata potesse, nel caso che nel contratto di matrimonio questo fosse stato trascurato, richiedere indietro la sua dote  intentando un'azione civile (actio rei uxoriae), salva la facoltà del giudice di trattenere a favore dell'ex marito quella parte della dote che servisse al mantenimento dei figli rimasti con lui (propter liberos) e quella per i danni che la donna avesse causato per sperperi (propter impensas),  per ruberie (propter amotas) o per condotta immorale (propter mores). 
La tutela della dote della donna era stata considerata da Augusto sempre alla luce della sua politica di aumento della natalità: una donna divorziata ancora in possesso della sua dote poteva più agevolmente risposarsi. Però si ebbe anche un effetto che non era stato considerato: nel senso che spesso i mariti avidi per non perdere la dote non divorziavano ma l'istituto della famiglia che si manteneva  solo per interesse  andava irrimediabilmente in crisi.
Un'altra conseguenza, anche questa deleteria dello spirito coniugale, come notava Orazio, era che la soggezione, non solo economica del marito, alla donna con una ricca dote ("...dotata regit virum coniunx")  lo costringeva sì a rimanere formalmente unito ma solo sino a quando non divorziasse avendo trovato una donna ancora più ricca.

## Denaro e divorzi
I matrimoni quindi resi ingannevolmente duraturi solo per il denaro o falliti malgrado il denaro divennero sempre più instabili nei secoli dell'impero.
La matrona romana, come sposata sine manu, ormai anche in caso di divorzio aveva a disposizione la sua dote integra, o quasi, che il marito non poteva più amministrare né  ipotecare. Spesso, al tempo di Domiziano, era lei ad amministrare le sue proprietà assistita dai consigli di un intendente premuroso come quel giovane dalla chioma riccioluta che è sempre al fianco della moglie di Mariano che è rimasto soffocato dalla dote della moglie al punto che nessuna azione di contenuto economico può più fare senza il suo consenso.
Diventava quindi sempre più frequente nell'età imperiale che il liberto incaricato di notificare la rottura del matrimonio pronunciasse le parole che ci ha tramandato Gaio: tua res tibi agito («portati via quello che ti appartiene») e tuas res tibi habeto («tienti la roba tua»)
Non erano solo gli uomini a prendere l'iniziativa di divorziare: non di rado erano donne piuttosto intraprendenti, come quella che (ricorda Giovenale) si era sposata otto volte in cinque autunni  o come quella Telesilla (di cui racconta Marziale) che, dopo un mese che Domiziano aveva restaurato le leggi giulie, si era sposata per la decima volta.
Gli imperatori come Traiano, Adriano, lo stesso Antonino cercavamo di dare l'esempio di una condotta monogamica ma il popolo non li seguiva preferendo imitare i Cesari precedenti che tutti, persino il pio Augusto, avevano divorziato più volte.
Ormai nella Roma imperiale, osserva sconsolato Seneca, «Nessuna donna arrossiva nel rompere il suo matrimonio, poiché le donne più nobili si erano abituate a contare i loro anni non con il nome dei consoli ma con quello dei loro mariti. Divorziano per maritarsi, si maritano per divorziare» 
Osserva alla fine il disgustato Marziale: